# Lacrim
Lacrim，本名Karim Zenoud，1985年4月19日出生于巴黎，是法国的一名男歌手。

## 生平
Lacrim祖籍阿尔及利亚，年幼随同父母常居于舍维伊拉吕，11岁辍学，后被寄宿于少管所直至17岁。2001至2006年间，Lacrim曾多次因盗窃和暴力等案件而被监禁。出狱后，Lacrim曾在西班牙居住了三年，后于2009年搬迁至马赛，并在此开始开启了音乐生涯。

## 作品风格
Lacrim因其浑厚的嗓音和硬核的音乐风格而受到关注，他的作品多与黑帮、毒品等元素有关，代表作《Gericault》、《On fait pas ça》、《Awa》等；此外亦有少量关于青少年成长的作品，代表作《J'ai Mal》。

## 专辑
- Faites entrer Lacrim（2012年）
- Né pour mourir（2013年）
- Corleone（法语：Corleone (album)）（2014年）（获得音乐唱片销售认证[5]）
- R.I.P.R.O. Volume I（法语：R.I.P.R.O. Volume I）（2015年，混音带）
- R.I.P.R.O. Volume II（法语：R.I.P.R.O. Volume II）（2015年，混音带）
- Force & Honneur（法语：Force & Honneur）（2017年）（获得音乐唱片销售认证[6]）
- R.I.P.R.O. Volume III（法语：R.I.P.R.O. Volume III）（2017年，混音带）
- LACRIM（法语：LACRIM (album)）（2019年）
- R.I.P.R.O. Volume IV（法语：R.I.P.R.O. Volume IV）（2020年，混音带）
- Persona non grat（法语：Persona non grata (album)）（2021年）
- Veni Vidi Vici（法语：Veni Vidi Vici (album)）（2024年）

## 争议
2015年3月，曾因非法持有卡拉什尼科夫自动步枪而被判处三年监禁，他此后曾畏罪潜逃，同年11月自首。2016年11月，Lacrim被提前释放。